# Astrabe fasciata
Astrabe fasciata és una espècie de peix de la família dels gòbids i de l'ordre dels perciformes.

## Morfologia
- Els mascles poden assolir 4,8 cm de longitud total i les femelles 3,5.[4]

## Hàbitat
És un peix marí, de clima temperat i demersal que viu entre 1-2 m de fondària.

## Distribució geogràfica
Es troba al Japó.

## Observacions
És inofensiu per als humans.